# أنكا شميد
أنكا شميد هي مصورة سينمائية وكاتبة سيناريو ومخرجة سويسرية، ولدت في 8 مارس 1961 في زيورخ في سويسرا.

## وصلات خارجية
- الموقع الرسمي
- أنكا شميد على موقع IMDb (الإنجليزية)
- أنكا شميد على موقع ألو سيني (الفرنسية)
- أنكا شميد على موقع كينوبويسك (الروسية)